# Калёнов, Николай Акимович
Николай Акимович Калёнов (1920—1997) — полковник Советской Армии, участник Великой Отечественной войны, Герой Советского Союза (1945).

## Биография
Николай Калёнов родился 17 октября 1920 года в деревне Бродок (ныне — Ульяновский район Калужской области). Окончил неполную среднюю школу. В 1937 году переехал в Москву, работал в Куйбышевском районном тресте столовых, одновременно учился в Бауманском аэроклубе. В 1940 году Калёнов был призван на службу в Рабоче-крестьянскую Красную Армию. В 1942 году он окончил Черниговскую военную авиационную школу пилотов. С мая 1944 года — на фронтах Великой Отечественной войны.
К марту 1945 года гвардии лейтенант Николай Калёнов был штурманом эскадрильи 15-го гвардейского штурмового авиаполка 277-й штурмовой авиадивизии 1-й воздушной армии 3-го Белорусского фронта. За все время боевых действий он совершил 168 боевых вылетов на штурмовку скоплений боевой техники и живой силы противника, уничтожив 9 танков, 99 автомашин, 33 железнодорожных вагона, 20 дзотов.
Указом Президиума Верховного Совета СССР от 29 июня 1945 года за «образцовое выполнение боевых заданий командования на фронте борьбы с немецкими захватчиками и проявленные при этом мужество и героизм» гвардии лейтенант Николай Калёнов был удостоен высокого звания Героя Советского Союза с вручением ордена Ленина и медали «Золотая Звезда» за номером 6337.
После окончания войны Калёнов продолжил службу в Советской Армии. В 1955 году он окончил Военно-воздушную академию. В 1962—1965 годах начальник штаба 701 учебного авиационного полка Черниговского ВВАУЛ. В 1965—1968 годах служил начальником штаба 1-го гвардейского авиационного полка истребителей-бомбардировщиков (Кунмадараш, Венгрия). В 1968 году в звании полковника он был уволен в запас. Проживал в Чернигове, работал начальником отдела кадров филиала ПО «Укрсельхозсистема». 
Скончался 5 декабря 1997 года, похоронен на Яцевском кладбище Чернигова.
Был также награждён двумя орденами Красного Знамени, орденами Богдана Хмельницкого 3-й степени, Александра Невского, двумя орденами Отечественной войны 1-й степени, орденом Красной Звезды, рядом медалей.